# 바버라 배리
바버라 배리(Barbara Barrie, 1931년 5월 23일 ~ )는 미국의 배우, 가수, 작가이다.

## 영화
- 자이언트 (1956년 영화)
- 원 포테토, 투 포테토
- 브레이킹 어웨이
- 벤자민 일등병
- 맨발 공원
- 진짜 사나이 (텔레비전 프로그램)
- 헤라클레스 (1997년 영화)

## 텔레비전
- 환상특급
- 패밀리 타이즈
- 헤라클레스 (애니메이션)
- 데드 라이크 미
- 아미 와이브즈
- 간호사 재키